# Saniculiphyllum
Saniculiphyllum é um gênero monotípico de plantas com flores pertencentes à família Saxifragaceae. A única espécie é Saniculiphyllum guangxiense.
A sua área de distribuição nativa é o sul da China.